# William Wadé Harris
William Wadé Harris (ur. 1860, zm. 1929) – liberyjski ewangelista i misjonarz. Głosił wśród ludu Grebo, w Liberii, Wybrzeżu Kości Słoniowej i Ghanie.

## Życiorys
Harris nawrócił się na chrześcijaństwo w 1881 lub 1882, następnie pracował dla misji amerykańskiej, jako nauczyciel i katecheta. W 1910 roku został aresztowany za udział w powstaniu, a podczas pobytu w więzieniu mówił, że otrzymał wizję od anioła Gabriela. Wyszedł w 1913 roku i głosił ubrany w białą szatę i turban. Niósł bambusowy krzyż, Pismo Święte i grzechotkę Gurda, symbolizującą afrykański charakter jego misji. Harris utożsamiał się z biblijnym prorokiem Eliaszem.
Harris głosił ortodoksyjne chrześcijaństwo, z naciskiem o kontaktach z plemiennymi fetyszami. Spalił przedmioty okultystyczne i zwracał się do słuchaczy aby porzucali praktyki okultystyczne. W osiemnaście miesięcy w latach 1913-1914, Harris ochrzcił ponad 100.000 nowych nawróconych. 
Harris zmarł w 1929 r. w skrajnym ubóstwie. Jego kazania wpłynęły na powstanie Harrizmu i utworzenie kościoła "Harrist", chociaż wielu z jego zwolenników dołączyło do wyznań, zarówno katolickich jak i protestanckich. Jones Darkwa Amanor sugeruje, że może być "uznawany za prekursora ruchu zielonoświątkowego w Ghanie". Podczas gdy Mark Noll zauważa, że jego forma chrześcijaństwa podobna jest do ruchów syjonistycznych w Południowej Afryce